# 日向恭介
日向 恭介（ひむかい きょうすけ）は日本の男性イラストレーター。主に男性向けアダルトゲーム（美少女ゲーム）の原画、キャラクターデザインを担当する。また、「スタジオ☆ひまわり」という名の同人サークルを運営している。

## 担当作品

### アダルトゲーム
- リリミエスタ（SMEE、2007年3月23日発売[1]）
- ぴこぴこ 〜恋する気持の眠る場所〜（ファイアージュ、2008年8月29日発売）
- 終わりなき夏 永遠なる音律（ファイアージュ、2009年7月24日発売）
- MUV-LUV UNLIMITED THE DAY AFTER（アージュ、2010年7月30日発売）

### 一般ゲーム
- プリンセス☆ファミリア（そらゆめ、2008年発売、携帯電話アプリゲーム）

### ライトノベル
- ぼくらのみかたん。―黒森高校未科研です（富永浩史著、富士見ファンタジア文庫、2006年12月発売、ISBN 978-4-82-911883-2）
- 終わりなき夏 永遠なる音律（砂浦俊一著、原作：ファイアージュ、集英社スーパーダッシュ文庫）
  - 上巻（2009年12月25日発売、ISBN 978-4-08-630523-5）
  - 下巻（2010年2月25日発売、ISBN 978-4-08-630534-1）

### ソーシャルゲーム
- リング☆ドリーム（SUCCESS　2012年12月20日サービス開始）
- 英雄RPG（SUCCESS　2015年8月25日サービス開始）